# 武斯特马克
武斯特马克（德語：Wustermark）是德国勃兰登堡州的一个市镇，隶属于哈弗尔兰县。总面积为52.89平方千米，截至2020年总人口为9617人。